# Coupe des clubs champions européens de futsal 1993-1994
Navigation
1990-1991 1994-1995
La Coupe des champions de futsal 1993-1994 est la septième édition de la Coupe des clubs champions européens de futsal. Le tournoi a lieu du 21 au 24 avril 1994 à Madrid et voit six clubs s'affronter.
Après deux années sans que la compétition ait lieu, le club de Marsanz Torrejón est sacré meilleur club d'Europe. À domicile, le champion d'Espagne surclasse les autres équipes avec trois larges victoires, dont la dernière en finale face au champion d'Europe 1988-89, le MNK Uspinjača (11-3).

## Organisation

### Format
Le format de l'édition précédente, en 1990-91, est conservé. Il comprend six équipes invitées qui sont divisées en deux groupes de trois et s'affrontent d'abord dans une phase de groupes en tournoi toutes rondes. À l'inverse du dernier tournoi, les deux poules ne qualifient chacune qu'une équipe, qui s'affrontent pour la finale de la compétition. 

### Clubs participants
Six champions nationaux sont invités à la compétition. Le club belge du ZVK Hasselt, double tenant du titre du nouveau Championnat de futsal de l'URBSFA, dispute la compétition pour la quatrième fois en huit éditions et atteint deux fois la finale, (deux défaites). Le champion croate MNK Uspinjača est la seconde équipe à avoir déjà participé à la Coupe d'Europe. Il la remporte en décembre 1988 lors de sa seule participation précédente.
| Équipe           | Qualification                       | Nbr participation | Dernière participation | Meilleur résultat          |
| ---------------- | ----------------------------------- | ----------------- | ---------------------- | -------------------------- |
| ZVK Hasselt      | Champion de Belgique URBSFA 1992-93 | 4e                | 1989-90                | finaliste x2 (1986 & 1987) |
| MNK Uspinjača    | Champion de Croatie                 | 2e                | 1988-89                | vainqueur (1988-89)        |
| Dina Moscou      | Champion de Russie                  | 1re               | -                      | -                          |
| Torrino SC Rome  | Champion d'Italie 1992-93,          | 1re               | -                      | -                          |
| Marsanz Torrejón | Champion d'Espagne 1992-93,         | 1re               | -                      | -                          |
| Lörinc FC        | Champion de Hongrie                 | 1re               | -                      | -                          |

## Compétition

### Phase de groupes

#### Groupe A
Dans le troisième match décisif pour la première place, le Dina Moscou mène deux fois par deux buts d'écart (4-2 à la 29e minute, puis 5-3 à la 33e) avant d'encaisser quatre buts en autant de minutes de la part du MNK Uspinjača qui mène alors au score (5-7, 38e) et finit par l'emporter (6-8).
| Rang | Équipe          | Pts | J | G | N | P | Bp | Bc | Diff |
| ---- | --------------- | --- | - | - | - | - | -- | -- | ---- |
| 1    | MNK Uspinjača   | 6   | 2 | 2 | 0 | 0 | 11 | 8  | +3   |
| 2    | Dina Moscou     | 3   | 2 | 1 | 0 | 1 | 11 | 10 | +1   |
| 3    | Torrino SC Rome | 0   | 2 | 0 | 0 | 2 | 4  | 8  | -4   |

| 21 avril 1994 | Uspinjača Zagreb                               | 3 – 2   | Torrino SC Rome                       |  |  |
|               | Pavlic 11’09 · Bicak 25’26 · Z.Mavrovic 39’40” | (1 – 0) | 25’49 G. Roma (it) · 27’56 Rubei (it) |  |  |

| 22 avril 1994 | Dina Moscou                                                      | 5 – 2   | Torrino SC Rome                         |  |  |
|               | Eremenko 1’22, 26’55, 38’56” · Chujlov 27’50 · Markin (it) 37’20 | (1 – 1) | 7’48 Rubei (it) · 30’17 Colapietro (it) |  |  |

| 23 avril 1994 | Dina Moscou                                                            | 6 – 8   | Uspinjača Zagreb                                                                     |  |  |
|               | Markin (it) 8’20, 27’30 · Chujlov 15’57, 32’36 · Eremenko 28’07, 39’25 | (2 – 1) | 11’30, 23’17, 36’00, 37’56 Pavlic · 29’40, 36’30, 39’43 M. Mavrović · 32’59 Katovcic |  |  |

#### Groupe B
| Rang | Équipe           | Pts | J | G | N | P | Bp | Bc | Diff |
| ---- | ---------------- | --- | - | - | - | - | -- | -- | ---- |
| 1    | Marsanz Torrejón | 6   | 2 | 2 | 0 | 0 | 12 | 3  | +9   |
| 2    | ZVK Hasselt      | 3   | 2 | 1 | 0 | 1 | 5  | 7  | -2   |
| 3    | Lörinc FC        | 0   | 2 | 0 | 0 | 2 | 3  | 10 | -7   |

| 21 avril 1994 | Lörinc FC                  | 2 – 6   | Marsanz Torrejon                                      |  |  |
|               | Toth 27’50 · Szintai 34’22 | (0 – 2) | 11’47, 33’51, 38’50 Celso · 12’39, 20’42, 27’30 Almir |  |  |

| 22 avril 1994 | ZVK Hasselt                                                                 | 4 – 1   | Lörinc FC      |  |  |
|               | Beyers (it) 1’53 · Merk (it) 15’32 · Sweron (it) 38’28 · Demandt (it) 38’53 | (2 – 0) | 22’33” Pribeli |  |  |

| 23 avril 1994 | Marsanz Torrejon                                                   | 6 – 1   | ZVK Hasselt   |  |  |
|               | Almir 3’15, 13’36, 38’14 · Limones (es) 10’10 · Oscar 25’15, 29’46 | (3 – 0) | 31’05 Janssen |  |  |

### Finale
Le champion d'Espagne Marsanz Torrejón est sacré champion d'Europe des clubs en battant Uspinjača en finale (11-3).
| Finale              | Marsanz Torrejón | 11 – 3  | Uspinjača Zagreb                                  | Pabellon Joaquin Blume, Torrejón de Ardoz,                  |                                                             |
| 24 avril 1994 12h30 | Celso 3’49, 19’46, 31’12, 36’44 · Miguelin 19’20, 19’20 · Oscar 16’33 · Triguero 22’45 · Almir 30’01, 32’40 · Jorge 32’15 | (5 – 0) | 23,35 M. Mavrović · 24,08 Popovski · 39,07 Pintar | Spectateurs : 2 500 Arbitrage : Lastrucci (it) & Pulvirenti | Spectateurs : 2 500 Arbitrage : Lastrucci (it) & Pulvirenti |

## Statistiques

### Classement
| # | Club             | Tour atteint  | M | V | N | D | Bp | Bc | Diff. |
| - | ---------------- | ------------- | - | - | - | - | -- | -- | ----- |
| 1 | Marsanz Torrejón | finale        | 3 | 3 | - | - | 23 | 6  | +17   |
| 2 | MNK Uspinjača    | finale        | 3 | 2 | - | 1 | 14 | 19 | -5    |
| 3 | Dina Moscou      | 1er tour (2e) | 2 | 1 | - | 1 | 11 | 10 | +1    |
| 3 | ZVK Hasselt      | 1er tour (2e) | 2 | 1 | - | 1 | 5  | 7  | -2    |
| 5 | Torrino SC Rome  | 1er tour (3e) | 2 | - | - | 2 | 4  | 8  | -4    |
| 5 | Lörinc FC        | 1er tour (3e) | 2 | - | - | 2 | 3  | 10 | -7    |

### Meilleurs buteurs
| Nom                 | Équipe           | Buts |
| ------------------- | ---------------- | ---- |
| Almir               | Marsanz Torrejón | 8    |
| Celso               | Marsanz Torrejón | 7    |
| Konstantin Eremenko | Dina Moscou      | 5    |
| Pavlic              | Uspinjača Zagreb | 5    |
| M. Mavrović         | Uspinjača Zagreb | 4    |